# Monti orientali di Gap
I Monti orientali di Gap sono una sottosezione delle Alpi del Delfinato.
Si collocano nel dipartimento delle Alte Alpi. Prendono il nome da Gap, città attorno alla quale sorgono.

## Delimitazione
Confinano:
- a nord con il Massiccio del Champsaur (nella stessa sezione alpina) e separati dal fiume Drac;
- a nord-est con il Massiccio dell'Embrunais (nella stessa sezione alpina) e separati dal Col de Charges;
- a sud-est con le Alpi del Monviso (nelle Alpi Cozie) e separati dal Lago di Serre-Ponçon;
- a sud con le Prealpi di Digne (nelle Alpi e Prealpi di Provenza) e separati dalla Durance;
- ad ovest con le Prealpi occidentali di Gap e le Prealpi del Devoluy (nelle Prealpi del Delfinato) e separati dal Colle Bayard.

Ruotando in senso orario i limiti geografici sono: Col de Charges, torrente di Réallon, fiume Durance, torrente Luye, Colle Bayard, fiume Drac, torrente Drac Noir, Col de Charges.

## Suddivisione
Secondo la SOIUSA i Monti orientali di Gap sono una sottosezione alpina con la seguente classificazione:
- Grande parte = Alpi Occidentali
- Grande settore = Alpi Sud-occidentali
- Sezione = Alpi del Delfinato
- Sottosezione = Monti orientali di Gap
- Codice = I/A-5.VII

Si suddividono in un supergruppo, due gruppi e quattro sottogruppi:
- Catena Diablée-Dôme de Gap (A)
  - Gruppo Diablée-Parias (A.1)
    - Catena Diablée-Grande Autane (A.1.a)
    - Catena Parias-Chabrières (A.1.b)

  - Massiccio del Dôme de Gap (A.2)
    - Gruppo del Mont Colombis (A.2.a)
    - Gruppo del Puy Maurel (A.2.b)

## Montagne

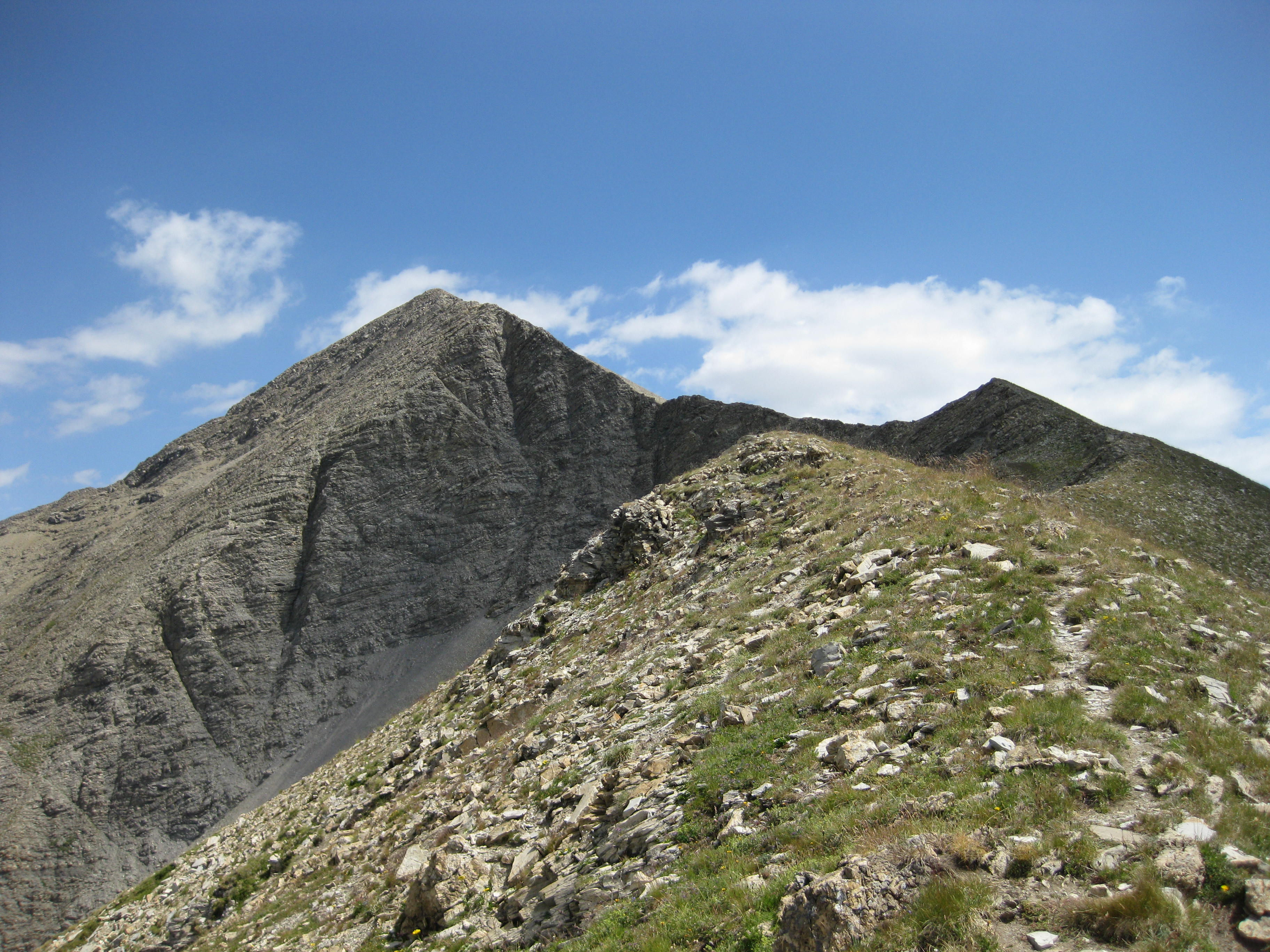
La Grande Autane.

- Pointe de la Diablée - 2.928 m
- Le Garabrut - 2.917 m
- Grande Autane - 2.782 m
- Petite Autane - 2.519 m
- Les Parias - 2.512 m
- Piolit - 2.484 m
- Pic de Chabrières - 2.405 m
- Mont Colombis - 1.733 m
- Puy de Manse - 1.637 m